# MSC Preziosa
Die MSC Preziosa ist das vierte Kreuzfahrtschiff der Fantasia-Klasse. Wie die anderen Schiffe der Klasse fährt sie unter der Flagge Panamas. Ihre Schwesterschiffe sind die MSC Divina sowie die geringfügig kleineren MSC Fantasia und MSC Splendida. Das ursprünglich von der libyschen Regierung bestellte Schiff wurde 2012 an MSC Cruises verkauft und 2013 in Dienst gestellt.  
Die MSC Preziosa ist das 13. Schiff der MSC-Flotte. Wie ihre Schwesterschiffe wurde sie bei STX France Cruise in Saint-Nazaire gebaut.

## Geschichte

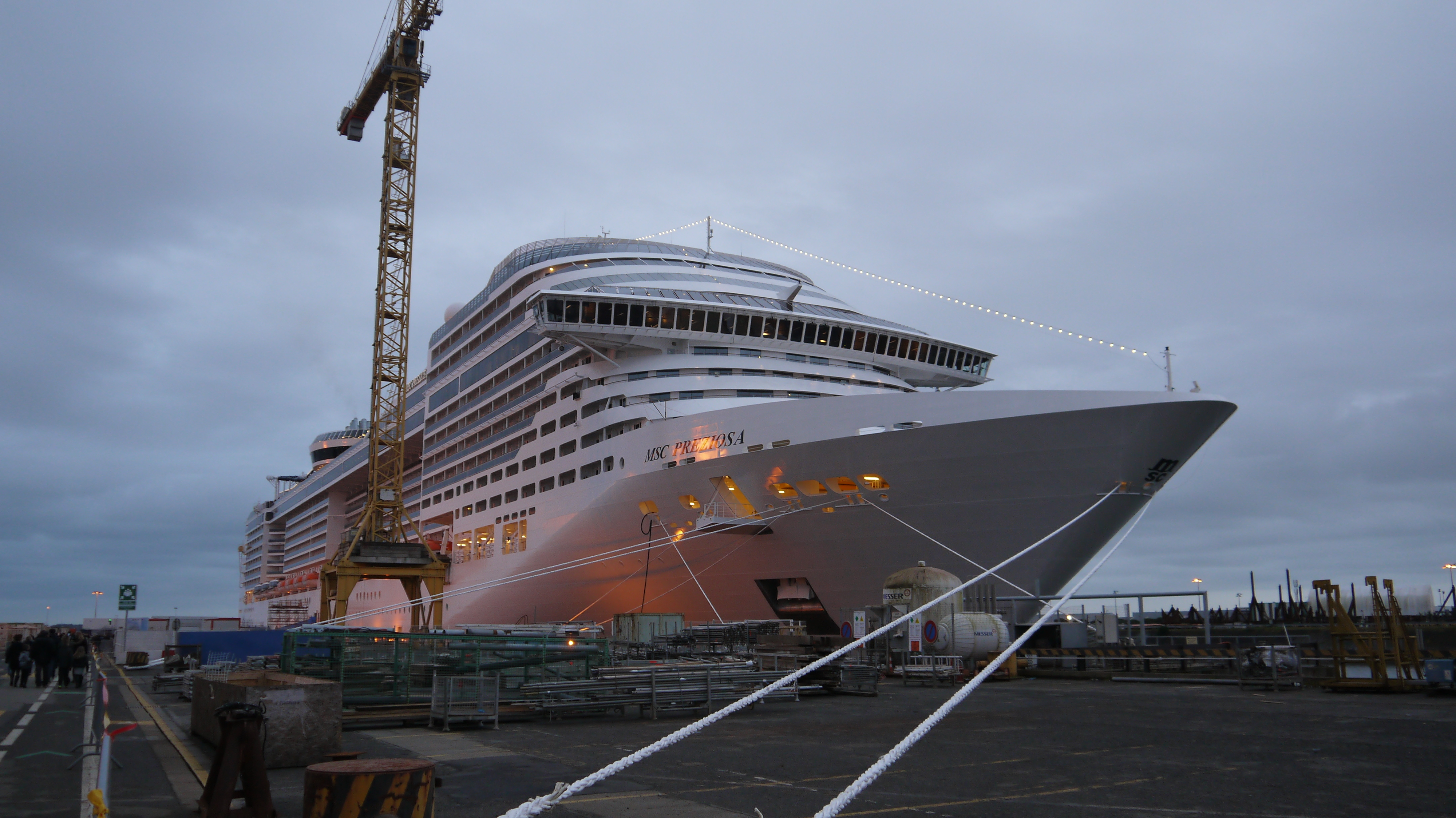
Am Ausrüstungskai in Saint-Nazaire (März 2013)

Am 4. Juni 2010 wurde eine Absichtserklärung zwischen STX France und der libyschen, in Staatsbesitz befindlichen GNMTC (General National Maritime Transport Company) über den Bau eines Kreuzfahrtschiffes unterzeichnet, das eine vergrößerte Version der MSC Fantasia und der MSC Splendida darstellen sollte.
Das Schiff sollte ein Hai-Aquarium mit einem Fassungsvermögen von 120 Tonnen, goldgefasste Spiegel, Swarovski-Kronleuchter und Marmorböden enthalten und ursprünglich den Namen Phoenicia tragen. Nach dem Arabischen Frühling und den damit verbundenen politischen Veränderungen war kein Abnehmer für das Schiff vorhanden. Es wurde dennoch fertiggestellt und im Frühjahr 2012 der Vertrag mit MSC Cruises zur Übernahme des Schiffes bekannt gegeben. Der Einbau des Aquariums wurde gestrichen; sonstige Luxuseinrichtungen blieben.
Am 23. März 2013 wurde die MSC Preziosa mit einem Festakt im Hafen von Genua getauft. Taufpatin des Schiffes war die italienische Schauspielerin Sophia Loren. Zu den weiteren Stargästen gehörten unter anderem Gino Paoli sowie der Filmkomponist und Dirigent Ennio Morricone, die die Taufe der MSC Preziosa musikalisch begleiteten. Mit der MSC Opera und der MSC Splendida waren zwei weitere zu MSC Kreuzfahrten gehörende Schiffe bei der Taufe in Genua anwesend.
Die MSC Preziosa wird im Mittelmeer, in Skandinavien sowie an der brasilianischen Küste eingesetzt.

## Ausstattung

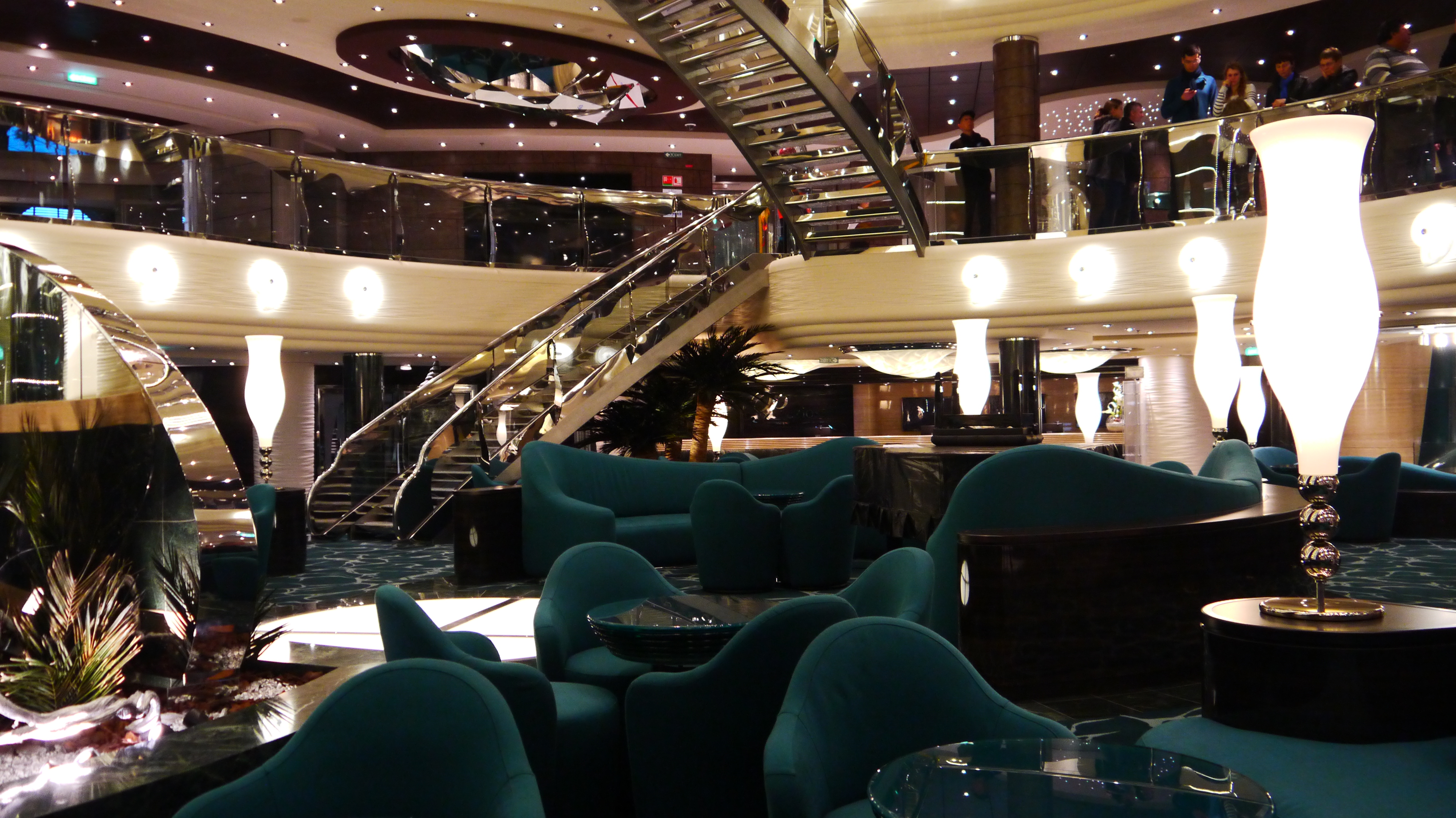
Das Atrium der MSC Preziosa

Das Schiff verfügt über drei Hauptrestaurants, diverse Themenbars, ein Theater, ein 4D-Kino, eine Diskothek, ein Kasino, eine Videospielewelt, eine Bowling-Bahn, ein Spa, einen Kinderclub und ein Fitnesscenter.
An Deck der MSC Preziosa befinden sich der „Infinity-Pool“ und zwei weitere Pools sowie eine 120 Meter lange Wasserrutsche, die nicht in den ursprünglichen Bauplänen des Schiffes vorgesehen war und erst nach der Übernahme durch MSC hinzugefügt wurde.

## Schwesterschiffe
Die MSC Preziosa besitzt drei annähernd baugleiche Schwesterschiffe. Die MSC Fantasia wurde als Typschiff am 18. Dezember 2008 in Neapel getauft. Am 12. Juli 2009 wurde in Barcelona die MSC Splendida getauft. Die Jungfernfahrt fand vom 13. bis zum 18. Juli 2009 statt.
Im Mai 2012 ergänzte die MSC Divina die Flotte; das Schiff wurde am 26. Mai 2012 in Marseille getauft. Mit 139.072 BRZ ist die MSC Preziosa etwas größer als die ersten beiden Schiffe der Klasse, während die MSC Divina die gleiche Vermessung und Abmessungen wie ihr neueres Schwesterschiff besitzt.